# Carex rhynchophora
Carex rhynchophora är en halvgräsart som beskrevs av Adrien René Franchet. Carex rhynchophora ingår i släktet starrar, och familjen halvgräs. Inga underarter finns listade i Catalogue of Life.